# Expeditie Robinson 2018
Expeditie Robinson 2018 is het negentiende reguliere seizoen van de Nederlandse versie van Expeditie Robinson, een televisieprogramma waarin deelnemers moeten overleven op een onbewoond eiland en tegen elkaar strijden voor de overwinning. Dit seizoen werd uitgezonden tussen 6 september 2018 en 20 december 2018 op RTL 5. Het programma werd gepresenteerd door Dennis Weening en Nicolette Kluijver en werd gewonnen door Jan Bronninkreef.

## Selectieprocedure onbekende deelnemers
Op 21 december 2017 aan het einde van Expeditie Robinson 2017 werd naar buiten gebracht dat het programma wederom werd verlengd met een nieuw seizoen en dat onbekende Nederlanders zich hiervoor mochten opgeven. In tegenstelling tot vorig seizoen, waar er vier onbekende Nederlanders meededen, is het aantal voor dit seizoen verhoogd naar zeven.
Op 8 februari 2018 werd bekendgemaakt dat de winnaar van vorig jaar, Carlos Platier Luna, de selectieprocedure zou gaan presenteren. Zeven weken lang werd er elke week een nieuwe opdracht door hem naar buiten gebracht. De verschillende opdrachten heetten: Hang on to a Dream, Make Over Robinson, the Last One Standing, Sleeping in the Wild, Fire Starter, the Riddle en I Am Robinson. Onbekende Nederlanders moesten van deze opdrachten een filmpje maken van circa 2 minuten en daarmee online stemmen werven. Bij elke opdracht gingen de zeven deelnemers met de meeste stemmen, in totaal 49 deelnemers, door naar de castingdag. Dit werd aangevuld met 51 deelnemers, die gekozen werden door de redactie, op basis van een video waarin de deelnemer zich voorstelde. In totaal deden er 100 onbekende deelnemers mee aan de castingdag waaruit uiteindelijk zeven deelnemers werden gekozen om daadwerkelijk mee te doen aan het programma. De selectieprocedure duurde van 19 februari tot 9 april.

## Expeditieleden
Een maand voordat het seizoen van 2018 begon, werden om de dag video's van enkele seconden naar buiten gebracht waarin de bekende Nederlander onbekend in beeld kwam en iets deed waaraan de kijker hem of haar zou kunnen herkennen. Later werden de namen per kamp bekendgemaakt. In het seizoen van 2018 doen de volgende kandidaten mee:
| Naam                   | Beroep / bekend van                                                          | Kamp                         | Resultaat           |
| ---------------------- | ---------------------------------------------------------------------------- | ---------------------------- | ------------------- |
| Jan Bronninkreef       | Melkveehouder                                                                | Onbekenden                   | Winnaar             |
| Dominique Hazeleger    | Student                                                                      | Onbekenden                   | Verliezend finalist |
| Gregory Sedoc          | Voormalig hordeloper                                                         | Noord                        | Verliezend finalist |
| Steven Brunswijk       | Cabaretier en presentator, bekend van zijn typetje "Braboneger"              | Zuid / Noord                 | 4e                  |
| Laurie Scheerder       | Student                                                                      | Onbekenden                   | 5e                  |
| Loiza Lamers           | Model, winnares van het 8e seizoen van Holland's Next Top Model              | Noord                        | 6e                  |
| Robin Bakker           | Havenarbeider                                                                | Onbenkenden                  | 7e                  |
| Nienke Plas            | Comédienne en presentatrice van Zon, Zuipen, Ziekenhuis: Hier is het feestje | Zuid / Duivelseiland / Noord | 8e                  |
| Stijn Fransen          | Actrice, bekend van Goede tijden, slechte tijden                             | Noord                        | 9e                  |
| Jody Bernal            | Zanger en dj, bekend van Que sí que no                                       | Zuid / Noord                 | 10e                 |
| Özgür "Ozzy" Aksan     | Woonbegeleider                                                               | Onbekenden                   | 11e                 |
| Johnny Kraaijkamp jr.  | Acteur, bekend van Het Zonnetje in Huis                                      | Noord / Duivelseiland        | 12e                 |
| Sandra Spreij          | Coffeeshophoudster                                                           | Onbekenden                   | 13e                 |
| Corry Konings          | Zangeres, bekend van Huilen is voor jou te laat                              | Zuid / Duivelseiland         | 14e                 |
| Gwenda Nielen          | Majoor                                                                       | Onbekenden                   | 15e                 |
| Tony Junior            | Dj, bekend van Loesje                                                        | Noord                        | 16e                 |
| Donny Roelvink         | Televisiepersoonlijkheid, bekend van De Roelvinkjes                          | Zuid / Noord                 | 17e                 |
| Josylvio               | Rapper, bekend van Catch Up en Hey meisje                                    | Zuid                         | 18e                 |
| Aisha Echteld          | Zangeres, bekend van Zulke dingen doe je                                     | Zuid                         | 19e                 |
| Famke Louise           | Vlogger, model en zangeres, bekend van Fan en Models in Paris                | Noord                        | 20e                 |
| Toine van Peperstraten | Presentator van Fox Sports Eredivisie                                        | Noord                        | 21e                 |

- De eerste elf kandidaten hebben de samensmelting gehaald.

## Trivia
- De finale van Expeditie Robinson 2018 werd uitgezonden vanuit de Ziggo Dome in Amsterdam. Tijdens dit evenement traden enkele deelnemers van dit seizoen op, waaronder Famke Louise, Nienke Plas, Josylvio, I Am Aisha, Jody Bernal en Corry Konings. Deelnemer Steven Brunswijk had een eigen onderdeel waarin hij de deelnemers roastte, zoals gebeurt in het programma Comedy Central Roast.[9][10] Finalist van vorig jaar, Kaj Gorgels, presenteerde het evenement tijdens de reclameonderbrekingen en Nicolette Kluijver en Dennis Weening tijdens de uitzending.
- Corry Konings is met 66 jaar de oudste deelnemer van het seizoen en Famke Louise met 19 jaar de jongste. De gemiddelde leeftijd van de kandidaten dit seizoen is 35 jaar.
- Dit seizoen was de eerste keer dat er meer dan 20 kandidaten startten in een editie waarin bekende Nederlanders meedoen. In 2007 en 2009 startten weliswaar ook meer dan 20 kandidaten, maar toen deden er enkel onbekende Nederlanders en Belgen mee.
- In aflevering vier ontstond er een ruzie tussen deelnemers Aisha Echteld en Corry Konings, waarna Aisha vrijwillig het programma verliet. Na de bewuste uitzending verscheen de ruzie nog meerdere malen in de landelijke media nadat beide partijen hun zegje deden in andere talkshows waardoor de ruzie tussen de twee weer aanwakkerde.[11][12][13]
- Dit seizoen werd gezien als het seizoen van de opgevers. Zes kandidaten verlieten vrijwillig het programma. Aisha Echteld, Tony Junior en Jody Bernal gaven op, Josylvio en Özgür Aksan lieten zich er vrijwillig uit stemmen en Donny Roelvink weigerde de kans om na de stemming terug in het spel te keren om een plek van een eerdere opgever over te nemen.[14][15]
- Dit seizoen werd opgenomen op meerdere eilanden op de Filipijnen. Het eiland waar de deelnemers na de samensmelting verbleven is Catanaguan (13° 47′ NB, 123° 59′ OL) en winnaarseiland is Pitigo Island (13° 47′ NB, 123° 57′ OL).